# Moritz August von Thümmel

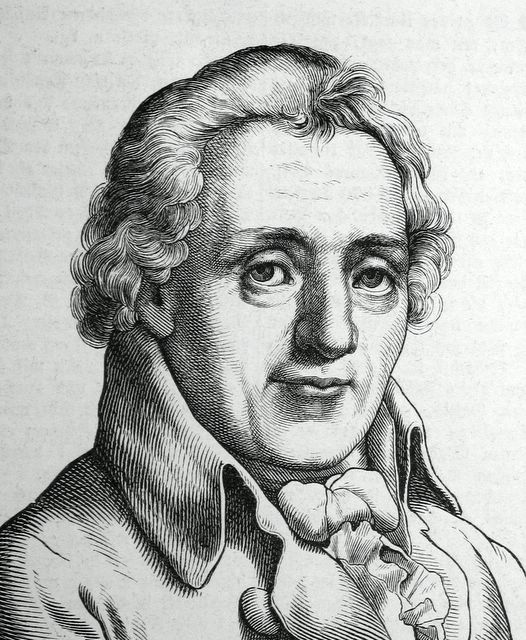
Moritz von Thümmel

Moritz August von Thümmel (1738–1817) fue un escritor satírico y humorista alemán.

## Vida
Thümmel nació el 27 de mayo de 1738 en Schönefeld, cerca de Leipzig. Estudió en Roßleben, Turingia y en la Universidad de Leipzig,donde cursó Derecho. De 1761 hasta 1783 ocupó diversos cargos en la corte ducal de Saxe-Coburg, donde se convirtió en miembro del consejo privado y ministro de estado.
En 1764 escribió la prosa cómica épica "Wilhelmine, oder der vermählte Pedant" y en 1771 un cuento en verso titulado "Die Inoculación der Liebe". Su obra más famosa es "Reise in die mittäglichen Provinzen van Frankreich im Jahre 1785–1786"; escrita entre 1791 y 1805, relata un "viaje sentimental" en diez volúmenes en el que la influencia de Wieland resulta inconfundible. Schiller, en su ensayo "Sobre poesía ingénua y poesía sentimental", encontraba esta obra carente de dignidad estética, sin embargo reconocía que el conocimiento profundo de los hombres y las cosas que demuestra la convertían en una valiosa contribución a la literatura. El resto de la obra de Thümmel es apenas conocida.
Thümmel se retiró en 1783 y murió en Coburg el 26 de octubre de 1817.

## Obra
Sus obras completas se publicaron en Leipzig en ocho volúmenes (1811–1839), con una biografía escrita por Johann E. von Gruner en el volumen 8 (1820), y de nuevo en 1856. Véase también Felix Bobertag, Erzählende Prosa der klassischen Periode, vol. i. (Joseph Kürschner Deutsche Nationaltiteratur, vol. cxxxvi, 1886). Wilhelmine también fue editada por Richard Rosenbaum en 1894, y traducida al inglés por John Raymond Russell en 1998.